# Saepiseuthes
Saepiseuthes is een kevergeslacht uit de familie van de boktorren (Cerambycidae). De wetenschappelijke naam van het geslacht werd voor het eerst geldig gepubliceerd in 1868 door Thomson.

## Soorten
Saepiseuthes omvat de volgende soorten:
- Saepiseuthes chilensis Thomson, 1868
- Saepiseuthes obliquatus (Fairmaire & Germain, 1859)